# Living Bird
《Living Bird》 是康乃爾鳥類學實驗室每3个月出版一次的一册杂志。康乃爾鳥類學實驗室的会员每3个月会收到一册杂志。

## 内容
杂志的主编蒂姆加·拉格尔创办杂志的目是想拉近鸟类爱好者以及研究鸟类的科学家的鸿沟。内容涵盖有关于观鸟以及保育生物學的相关社论以及深入报道。内容也包括观鸟时所需配备以及观鸟指南的介绍。
杂志的内容也包括观鸟点以及相关的游览消息。匹兹堡邮报称观鸟游览团相关的广告占据杂志整体广告的16.8%，另外观鸟游览景点的广告则占据杂志整体广告的19.8%。其余广告大多是观鸟时的摄影器材的相关广告（约40%）。

## 评论
2007年鸟类图书馆（The Birder's Library）称赞该杂志封面以及背面的鸟类照片绘图非常优秀。杂志所附的内容则被评论为非常详细。
2013年伦敦自由报评论杂志时称该杂志拥有丰富的插图，美丽的照片。杂志的内容非常丰富多元化，涵盖全球的鸟类。鹤鸵介绍得非常详细。

## 出版历史
1962年至1979年，每年出版一册（第1至18册）。第19册是多年版（涵盖了1980以及1981年）。1982年起改为每3个月出版一册。2008年起杂志正式设立网络版本。
杂志一年4册的订阅费约40元美金。订阅杂志的订户同时拥有一年康乃爾鳥類學實驗室的会员证。

## 参看
- 鸟类杂志列表（英语：List of ornithology journals）